# 金剛戰士系列

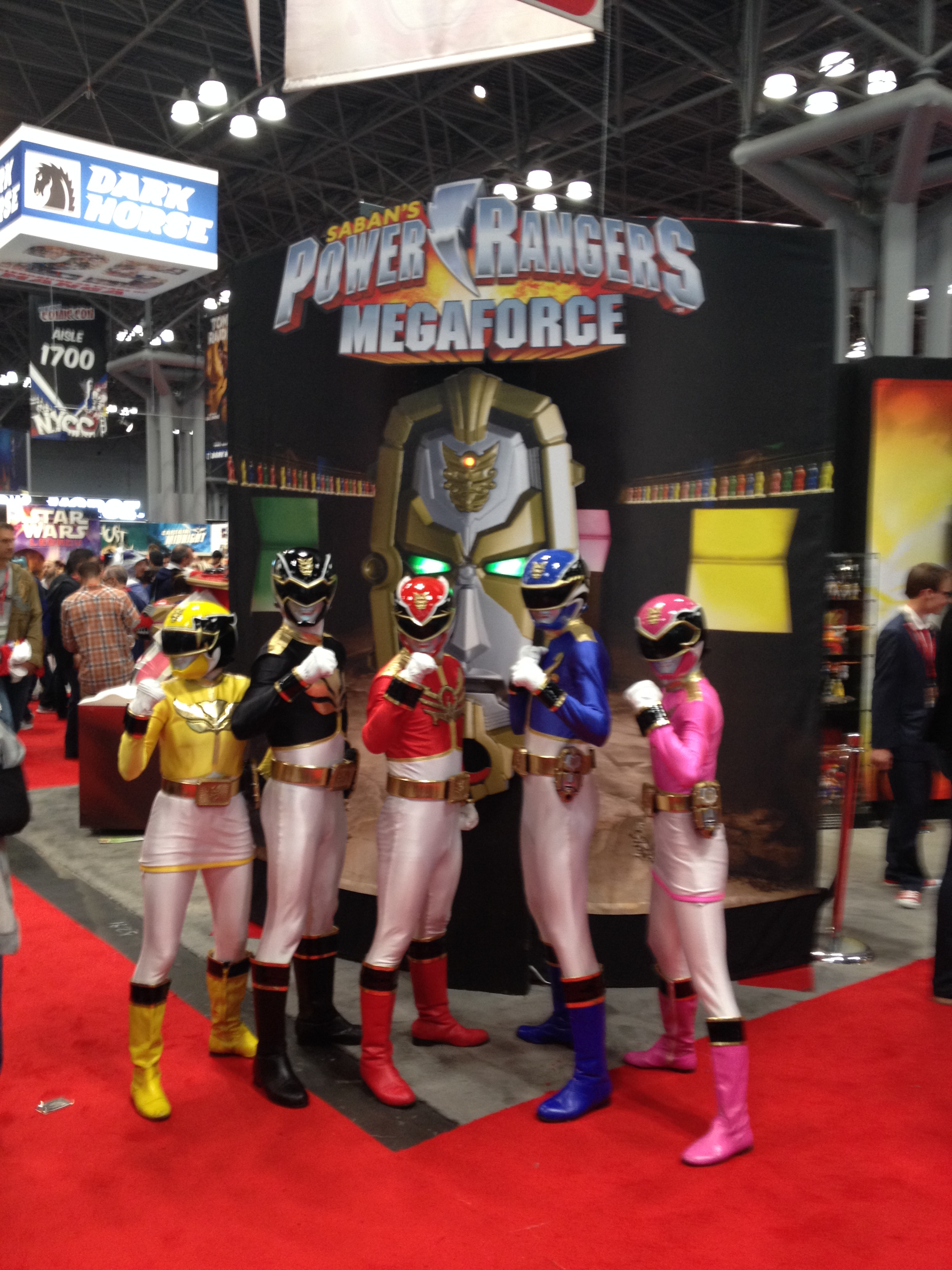
2013

《新恐龍戰隊》（Power Rangers）為美國Saban公司於1993年荷里活電影侏羅紀公園的熱潮中，購自日本《超級戰隊系列》的版權，改編以美國大學校園文化的長篇兒童電視劇，首系列以日本《恐龍戰隊獸連者》開始。

### 舊SABAN時代
| 中文名稱          | 英文名稱 | 首播期間 | 日本原著       | 播放集數 | 集數總算 |
| ----------------- | -------- | -------- | -------------- | -------- | -------- |
| 金剛戰士 (第一季) |          | 1993年   | 恐龍戰隊獸連者 | 60集     | 60集     |
| 金剛戰士 (第二季) |          | 1994年   | 五星战队大连者 | 52集     | 112集    |
| 金剛戰士 (第三季) |          | 1995年   | 忍者战队隐连者 | 33集     | 145集    |
| 外星戰隊          |          | 1996年   | 忍者战队隐连者 | 10集     | 155集    |
| 新金剛戰士        |          | 1996年   | 超力戰隊王連者 | 50集     | 205集    |
| 金剛戰士 渦輪     |          | 1997年   | 激走戰隊車連者 | 45集     | 250集    |
| 金剛戰士 太空     |          | 1998年   |                | 43集     | 293集    |
| 金剛戰士 失落銀河 |          | 1999年   | 星獸戰隊銀河人 | 45集     | 338集    |
| 金剛戰士 光速救援 |          | 2000年   | 救急戰隊GOGOＶ | 40集     | 378集    |
| 金剛戰士 時間力量 |          | 2001年   | 未來戰隊時連者 | 40集     | 418集    |

### 迪士尼時代
| 中文名稱          | 英文名稱 | 首播期間 | 日本原著         | 播放集數 | 集數總算 |
| ----------------- | -------- | -------- | ---------------- | -------- | -------- |
| 金剛戰士 狂野力量 |          | 2002年   | 百獸戰隊牙吠連者 | 40集     | 458集    |
| 金剛戰士 忍者風暴 |          | 2003年   | 忍風戰隊破裏劍者 | 38集     | 496集    |
| 金剛戰士 恐龍雷鳴 |          | 2004年   | 爆龍戰隊暴連者   | 38集     | 534集    |
| 金剛戰士 S.P.D    |          | 2005年   | 特搜戰隊刑事連者 | 38集     | 572集    |
| 金剛戰士 魔法力量 |          | 2006年   | 魔法戰隊魔法連者 | 32集     | 604集    |
| 金剛戰士 極限行動 |          | 2007年   | 轟轟戰隊冒險者   | 32集     | 636集    |
| 金剛戰士 叢林之怒 |          | 2008年   | 獸拳戰隊激氣連者 | 32集     | 668集    |
| 金剛戰士 R.P.M    |          | 2009年   | 炎神戰隊轟音者   | 32集     | 700集    |

### SABAN Brands時代
| 中文名稱              | 英文名稱 | 首播期間 | 日本原著         | 播放集數 | 集數總算 |
| --------------------- | -------- | -------- | ---------------- | -------- | -------- |
| 金剛戰士 武士         |          | 2011年   | 侍戰隊真劍者     | 23集     | 723集    |
| 金剛戰士 超級武士     |          | 2012年   | 侍戰隊真劍者     | 22集     | 745集    |
| 金剛戰士 巨能武裝     |          | 2013年   | 天裝戰隊護星者   | 22集     | 767集    |
| 金剛戰士 超級巨能武裝 |          | 2014年   | 海賊戰隊豪快者   | 20集     | 787集    |
| 金剛戰士 恐龍電充     |          | 2015年   | 獸電戰隊強龍者   | 22集     | 809集    |
| 金剛戰士 超級恐龍電充 |          | 2016年   | 獸電戰隊強龍者   | 22集     | 831集    |
| 金剛戰士 忍者鋼鐵     |          | 2017年   | 手裏劍戰隊忍忍者 | 22集     | 853集    |
| 金剛戰士 超級忍者鋼鐵 |          | 2018年   | 手裏劍戰隊忍忍者 | 22集     | 875集    |

### 孩之寶時代
| 中文名稱                   | 英文名稱                               | 首播期間 | 日本原著                                    | 播放集數 | 集數總算 |
| -------------------------- | -------------------------------------- | -------- | ------------------------------------------- | -------- | -------- |
| 金剛戰士 野獸變化          |                                        | 2019年   | 特命戰隊Go Busters                          | 22集     | 897 集   |
| 金剛戰士 野獸變化 (第二季) | Power Rangers Beast Morphers (Season2) | 2020年   | 特命戰隊Go Busters                          | 22集     | 919集    |
| 金剛戰士 恐龍之怒          |                                        | 2021年   | 騎士龍戰隊龍裝者                            | 22集     | 941集    |
| 金剛戰士 恐龍之怒 (第二季) | Power Rangers Dino Fury (season2)      | 2022年   | 騎士龍戰隊龍裝者                            | 22集     | 963集    |
| 金剛戰士 宇宙之怒          |                                        | 2023年   | 騎士龍戰隊龍裝者+宇宙戰隊九連者（合併改編） | 10集     | 973集    |

各季作品通常是2月開始，同年11月結束；有以下例外。 
- 第一季是從9月開始播放，隔年5月結束。
- 第二季是從7月開始播放，隔年5月結束。
- 第三季是從9月開始播放，隔年2月結束。
- 『Zeo暂译：台湾：超能战将/中国：希奥』、『Turbo暂译：油轮/台湾/香港官方翻译：鐵弋戰警』這兩季是從4月開始播放，同年11月結東。
- 『RPM』是從3月開始播放，同年12月結東。
- 第一季(數位重製版)是從1月開始播放，同年11月結束。
- 『Megaforce 暂译：超级巨能』是從2月開始播放，隔年11月結束。
- 『Samurai暂译：武士/武恃』、『Dino Charge暂译：恐龙冲电与电池』這兩季是從2月開始播放，隔年12月結束。
- 『Ninja Steel暂译：忍者之钢』、『super Ninja Steel 暂译：超级忍者之钢』這兩季是從1月開始播放，隔年12月結束。
- 『Beast Morphers』是從3月開始播放。

### 電影
- 《金剛戰士電影版》（Mighty Morphin Power Rangers: The Movie，1995年）[1]：由布萊恩·史畢瑟（英语：Bryan Spicer）執導。
- 《金剛戰士》（Turbo: A Power Rangers Movie，1997年）[2]：由大衛·溫寧（英语：David Winning）和瑞祈·李維（英语：Shuki Levy）執導。
- 《金剛戰士》（Power Rangers，2017年）[3]：由狄恩·伊斯拉利特執導。

### 非官方授權愛好者電影
- 《金剛戰士 (2015年電影)》是一部2015年美國科幻動作愛好者電影，改編自海姆·薩班（英语：Haim Saban）和司徒瑞祈·李維（英语：Shuki Levy）所創作的同名電視劇系列。由喬瑟夫·坎恩執導、剪輯並與詹姆士·范德比克及杜特奇·索特埃恩（Dutch Southern）共同撰寫劇本，其主演由凱蒂·薩克沃夫和范德比克擔任。

## 跨季角色
由於系列初期換角時間不固定，所以有些角色跨季演出，從 Lost Galaxy 之後開始照日本一季換一組人，In Space則是宙威系列世界觀的最後一部，從Lost Galaxy開始為一部一個獨立世界，但季間關聯性仍較日版多。而Megaforce和Super Megaforce則是同一組人演兩支戰隊（劇情裡視為同一支隊伍不同型態）
第一到第三季皆為MMPR，當作同一期計算。

### 主要角色
- 宙威（Zordon）
- 智多星（Alpha 5 / Alpha 6 / Alpha 7）

金剛戰士
- 大明（Tommy Oliver）
  - 綠衣戰士（MMPR）
  - 白衣戰士（MMPR）
  - 紅衣戰士（Zeo、Turbo 初代 及 Wild Force 特別篇）
  - 黑衣戰士（Dino Thunder 及 S.P.D. 特別篇）

在 Dino Thunder 中使用大明博士（Dr. Tommy Oliver）的頭銜
在 S.P.D. 中是由 Dino Thunder 的白衣戰士的演員配音

- 亞當（Adam Park）
  - 黑衣戰士（MMPR 二代、in Space 特別篇 及 Operation Overdrive 特別篇）
  - 綠衣戰士（Zeo 及 Turbo 初代）

- T.J.（T.J. Johnson）
  - 紅衣戰士（Turbo 二代 及 Wild Force 特別篇）
  - 藍衣戰士（in Space 及 Lost Galaxy 特別篇）

- 英傑（Jason Lee Scott）
  - 紅衣戰士（MMPR 初代 及 Wild Force 特別篇）
  - 金衣戰士（Zeo）

- 洛基（Rocky DeSantos ）
  - 紅衣戰士（MMPR 二代）
  - 藍衣戰士（Zeo）
  - 串場（Turbo）

- 小晴（Kimberly Hart）
  - 粉紅戰士（MMPR初代）

- 凱琳（Katherine Hillard）
  - 粉紅戰士（MMPR 二代、Zeo 及 Turbo 初代）

- 艾莎（Aisha Campbell）
  - 黃衣戰士（MMPR 初代）

- Ashley（Ashley Hammond）
  - 黃衣戰士（Turbo 二代 及 in Space 及 Lost Galaxy 特別篇）

- Cassie（Cassie Chan）
  - 粉紅戰士（Turbo 二代 及 in Space 及 Lost Galaxy 特別篇）

- Andros
  - 紅衣戰士（in Space、Lost Galaxy 特別篇 及 Wild Force 特別篇）

- 比利（Billy Cranston）
  - 藍衣戰士（MMPR）
  - 技術員（Zeo）

- 達利（Trey of Triforia）
  - 金衣戰士（Zeo）
  - 聲音演出（in Space）

- 唐娜（Tanya Sloan）
  - 黃衣戰士（Zeo 及 Turbo 初代）

- Carlos（Carlos Vallertes）
  - 綠衣戰士（Turbo 二代）
  - 黑衣戰士（in Space 及 Lost Galaxy 特別篇）

- Kira（Kira Ford）
  - 黃衣戰士（Dino Thunder、S.P.D. 特別篇 及 Operation Overdrive 特別篇）

- Bridge（Bridge Carson）
  - 綠衣戰士（S.P.D.）
  - 藍衣戰士（S.P.D. 末期）
  - 紅衣戰士（Operation Overdrive 特別篇）

- Justin（Justin Stewart）
  - 藍衣戰士（Turbo 及 in Space）

- Leo（Leo Corbett）
  - 紅衣戰士（Lost Galaxy 及 Wild Force 特別篇）

- Carter（Carter Grayson）
  - 紅衣戰士（Lightspeed 及 Wild Force 特別篇）

- Wesley（Wesley Collins）
  - 紅衣戰士（Time Force 及 Wild Force 特別篇）

- Eric（Eric Myers）
  - 量子戰士（Time Force 及 Wild Force 特別篇）

- Conner（Conner McKnight）
  - 紅衣戰士（Dino Thunder 及 S.P.D. 特別篇）

- Ethan（Ethan James）
  - 藍衣戰士（Dino Thunder 及 S.P.D. 特別篇）

- Trent（Trent Fernandez）
  - 白衣戰士（Dino Thunder 及 S.P.D. 特別篇）

- Tori（Tori Hanson）
  - 藍衣戰士（Ninja Storm 及 Operation Overdrive 特別篇）

- Xande（Xander Bly）
  - 綠衣戰士（Mystic Force 及 Operation Overdrive 特別篇）

其他角色
- 王天霸（Farkas Bulk meier）
- 史古頭（Eugene Skull ovitch）

### 敵方角色
暗月宮
- 幽冥女王（Rita Repulsa）
- 天狼將軍（Goldar）
- 玄冥大帝（Lord Zedd）

太空
- Karone
  - Astronema（In Space）
  - 粉紅戰士（Lost Galaxy）